# Église Saint-Pascal-Baylon de Créteil
L'église Saint-Pascal-Baylon est une église paroissiale située dans la commune de Créteil dans le Val-de-Marne.

## Historique
Cette église a été réalisée par l'Œuvre des Chantiers du Cardinal.

## Mobilier
Elle est ornée d'un chemin de croix faits de vitraux.